# Signe d'interrogació
El signe d'interrogació o interrogant és un signe de puntuació que s'escriu ? (tancament). Es fa servir per a fer notar que la frase a llegir és una pregunta. L'espanyol també fa ús del signe invertit com a obertura ¿ i en català es pot usar en casos molt concrets (però l'IEC ho desaconsella).

## Origen

Evolució possible del signe

El signe d'interrogació ve de la paraula llatina quaestiō (QVAESTIO), que s'abreujava Qo. D'escriure la Q a sobre la O es va anar formant el símbol actual. Una hipòtesi alternativa explica que ve d'un signe ondulat que es col·locava per marcar l'entonació interrogativa, similar als pneumes musicals.

## Usos de l'interrogant
- Indica que la frase és una pregunta directa (les indirectes no tenen cap signe distintiu). El grec ho simbolitza amb un punt i coma.
- Si apareix repetit, indica estranyesa del receptor.
- Serveix com a caràcter comodí en informàtica.
- Simbolitza l'oclusiva glotal en fonètica (AFI).
- En lingüística, marca frases de correcció dubtosa o de font no contrastada.
- Indica un mal moviment en escacs.
- Sobre dibuixos, indica ignorància.

## Normes ortogràfiques
En general, després de l'interrogant final, es comença la següent paraula amb majúscula, ja que és com si hi hagués un punt, però aquest no s'ha d'escriure mai després del signe d'interrogació. Llavors, per exemple: Bon dia. On vas? A casa.
Per tant, sempre que després de l'interrogant final s'hagi posat qualsevol signe de puntuació (excepte el punt), aleshores es pot fer servir minúscula. Exemples:
- Per què et mous?, t'has d'estar quiet.
- Creieu que ens en sortirem?; nosaltres no ho sabem.
- Demà aniré a comprar?... fa massa que no hi vaig o també Demà aniré a comprar?... Fa massa que no hi vaig.
- Per quin motiu em sento millor? —es va demanar el noi.

De la mateixa manera, també es pot posar minúscula després de l'interrogant inicial, en el cas que aquest signe inicial es decideixi posar:
- Ara que hi penso, què vols fer?
- Joan, tu creus? o bé Tu creus, Joan?
- Com et dius?, quants anys tens?, d'on ets? o si no Com et dius? Quants anys tens? D'on ets?

També és possible combinar els signes d'interrogació i exclamació alhora:
- Encara no t'ho han dit?!
- De debò que no tens ganes de venir amb tots els nostres amics, que vam tenir a la infància i que segur que tots ells encara recordes, tenint el viatge pagat?!

En alguns casos poc corrents, quan dins de la mateixa pregunta hi ha diferents signes d'exclamació, es pot fer el tancament de la pregunta (!?) en lloc de (?!):
- Qui va dir que sí? Qui va dir: ja ho veig!, ja ho veig! Ara ja ho veig!?

## Ús en català de l'interrogant d'obertura
L'Institut d'Estudis Catalans no ha establert encara una normativa fixa sobre l'ús de l'interrogant d'obertura, però, si bé reconeix que tradicionalment s'ha fet servir en frases llargues o amb una certa ambigüitat, en desaconsella l'ús en tots els casos.
L'interrogant d'obertura s'ha fet servir, tradicionalment, en oracions llargues, ambigües o quan cap element gramatical no en suggereix la valor interrogativa. Vet-ne aquí dos exemples:
"¿Deu ser perquè, a diferència d'altres màquines més modernes i precises que existeixen avui en dia en el món professional, no té prou precisió per a determinar la trajectòria de l'objecte i, per tant, encara no pot saber on caurà exactament, com si fos un aparell dels que ja no es fan servir actualment en aquesta zona?"
"¿Que dius que no et va bé venir i que t'estaràs tota la nit a casa, Enric?"
Actualment, aquest ús encara és prou estès, si bé hi ha autors i lingüistes que el fan servir sistemàticament en tota mena de frases:
¿Que m'escoltes?
En el subtitulatge de films, es fa servir obligatòriament sempre que la frase interrogativa dura més d'un subtítol.